# Prisma de Glan-Foucault

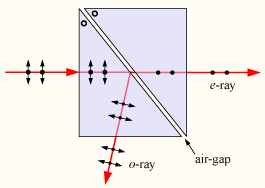
Un prisma de Glan-Foucault desvia la llum p-polaritzada, i transmet el component s-polaritzat. L'eix òptic del material del prisma és perpendicular al pla del diagrama.

Un prisma de Glan–Foucault (també anomenat prisma de Glan–aire) és un tipus de prisma que s'utilitza com polaritzador. És de construcció similar a un prisma de Glan–Thompson, excepte que els dos prismes de calcita són separats per un espai d'aire en lloc d'estar encolats junts. La Reflexió interna total de la llum p-polaritzada en aquest espai d'aire significa que només la llum s-polaritzada es transmet directament a través del prisma.
Comparat amb el prisma de Glan–Thompson el prisma de Glan–Foucault té un angle d'acceptació més estret en el que pot treballar, però atès que fa servir una separació d'aire en lloc de ciment, pot ser utilitzat amb una irradiància molt més alta sense cap dany. D'aquesta manera el prisma es pot utilitzar amb un feix làser. El prisma és també més curt (per a una obertura utilitzable determinada) que el prisma de Glan–Thompson, i l'angle de deflexió del feix rebutjat està a prop dels 90°, fet que de vegades és útil. Els prismes Glan-Foucault no s'utilitzen normalment com a divisors de feix polarizant perquè mentre el feix transmès està polaritzat al 100%, el feix reflectit no ho està.
El prisma de Glan–Taylor prisma és molt similar, excepte que els eixos del prisma i la direcció de transmissió de polarització són ortogonals al disseny Glan-Foucault. Això produeix una major transmissió, i millor polarització de la llum reflectida. Actualment els prismes de calcita Glan-Foucault s'utilitzen en poques ocasions, com que la majoria va ser reemplaçat pels polaritzadors Glan-Taylor i altres dissenys més recents.
Els prismes d'YVO4 (Yttrium orthovanadate - ortovanadat d'itri) basats en el prisma de Glan–Foucault tenen superior polarització del feix reflectit i més alt llindar de dany, comparats amb els prismes Glan-Foucault i Glan-Taylor de calcita. Els prismes d'YVO4 són més cars, i només poden acceptar feixos amb un rang molt limitat d'angles d'incidència.